# Sinking Township
Sinking Township est un ancien township du comté de Dent dans le Missouri, aux États-Unis.
Le township est fondé en 1851 et baptisé en référence à la rivière Sinking Creek (en).

## Source de la traduction
- (en) Cet article est partiellement ou en totalité issu de l’article de Wikipédia en anglais intitulé « Sinking Township, DeKalb County, Missouri » (voir la liste des auteurs).